# Francis Annesley (1884–1914)
Francis Annesley (25. února 1884, Castlewellan – 6. listopadu 1914) byl anglo-irský šlechtic, průkopník pilot a 6. hrabě Annesley.

## Život
Narodil 25. února 1884 jako jediný syn Hugha Annesleye, 5. hraběte Annesley a jeho první manželky Mabel Markham.
Dne 14. února 1909 se oženil s Evelyn Hester Mundy, se kterou neměl žádné potomky.
Byl nadporučíkem Royal Navy Volunteer Reserve a později vstoupil do Royal Naval Air Service.
V letech 1884–1908 používal titul vikomt Glerawly. Studoval na Eton College a později na Trinity College v Cambridge. Dne 15. prosince 1908 po smrti svého otce zdědil titul hraběte Annesley.
Než dosáhl své plnoletosti vyplul z Liverpoolu do Vancouveru a sloužil jako námořník.
Zemřel 6. listopadu 1914 při boji, kdy vybuchla palivová nádrž.